# 上汽通用

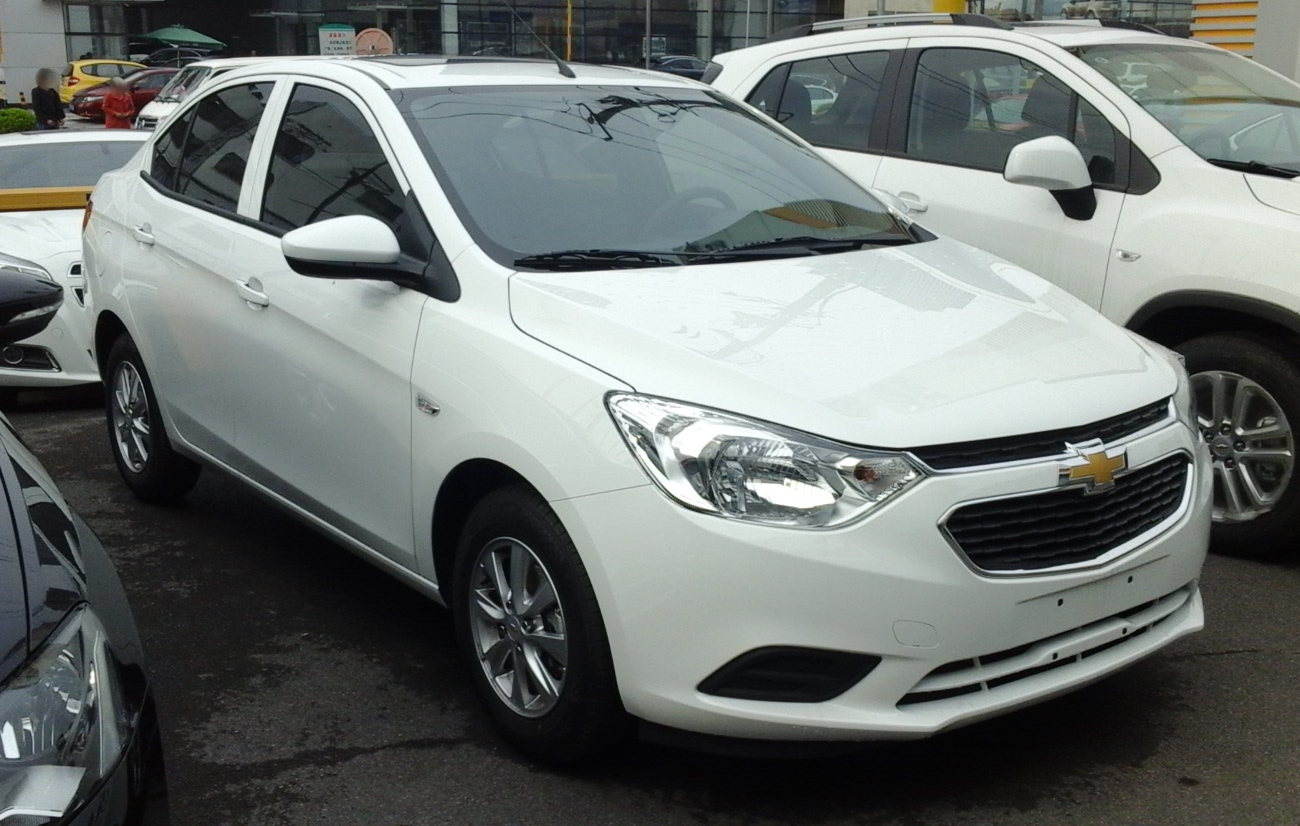
上海通用雪佛兰赛欧

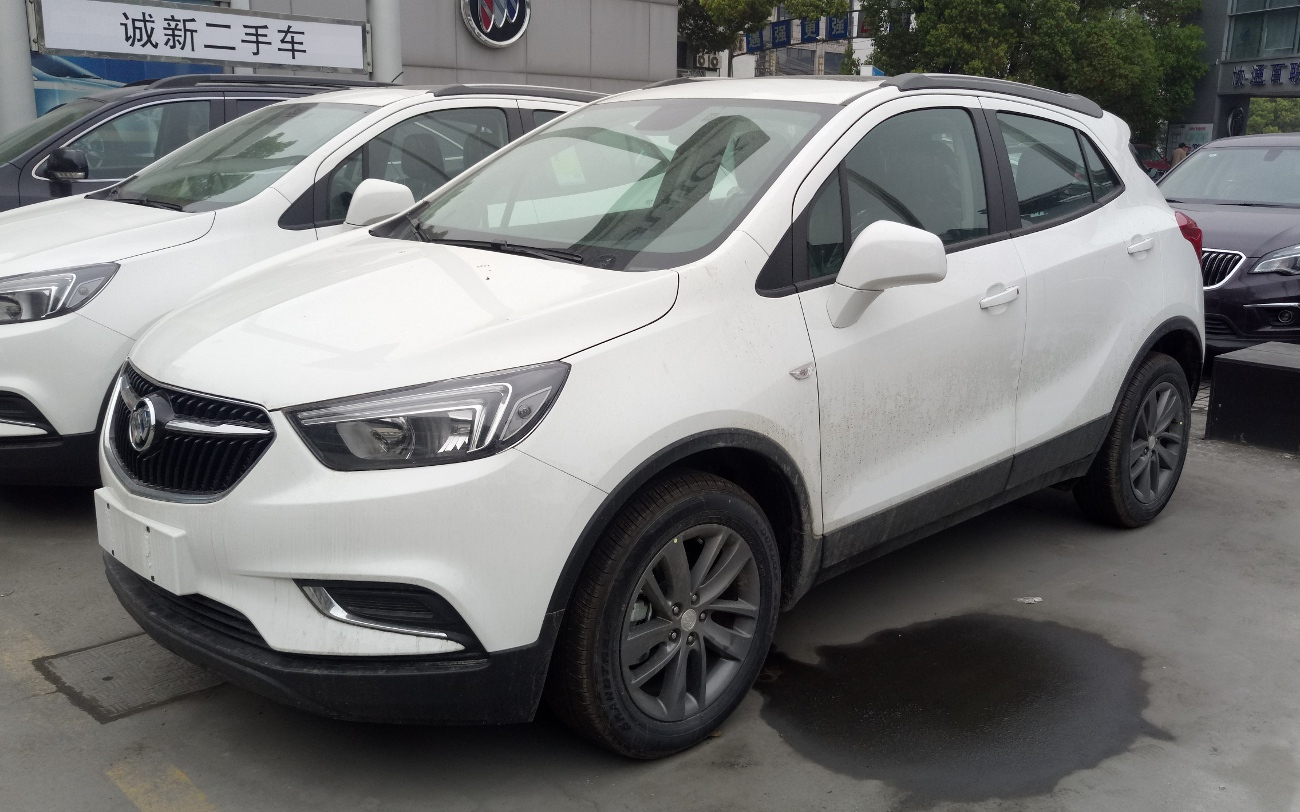
上海通用別克昂科拉

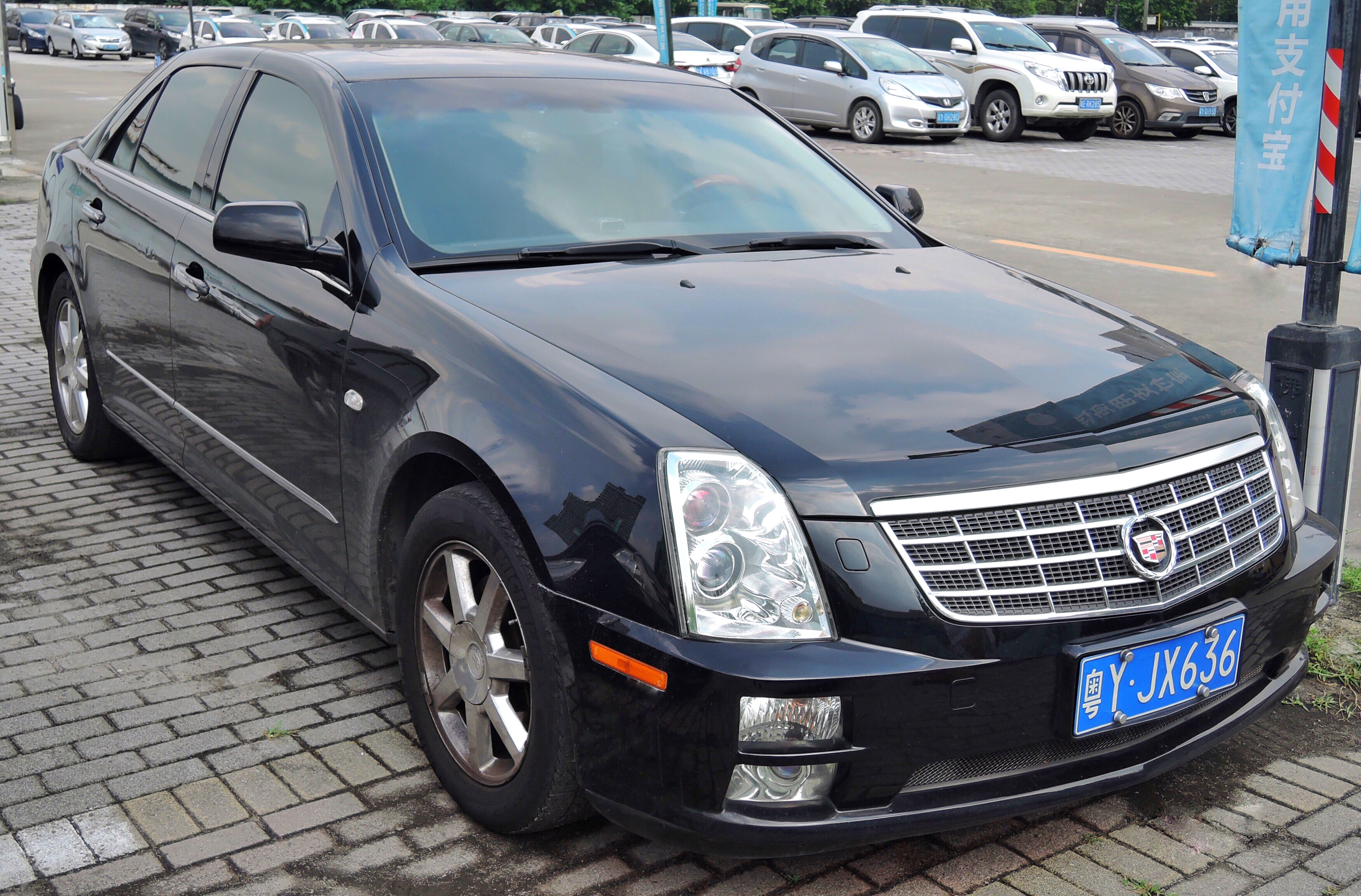
上汽通用凱迪拉克SLS

上汽通用汽车有限公司成立于1997年6月12日，由上海汽车集团股份有限公司、通用汽车公司共同出资组建而成。目前拥有浦东金桥、烟台东岳、沈阳北盛、湖北武汉4大生产基地，共4个整车生产厂、2个动力总成厂。旗下品牌包括别克、雪佛兰、凯迪拉克等，推出顶级豪华车到经济型轿车，以及高性能豪华轿车、MPV、SUV等車款。

## 历史
- 1997.01.10 上海浦东金桥廠開工
- 1997.06.12 上海通用汽车有限公司成立
- 1998.10.16 动力总成厂生产出中国首台电控自动变速箱
- 1998.12.17 第一辆别克新世纪轿车下线，距打下第一根桩仅23个月，创造了中国汽车工业新纪录[來源請求]
- 1999.12.17 第一辆别克GL-8商务旅行车下线
- 2001.10.20 别克GL10出口菲律宾，中国第一次出口中高档汽车
- 2001.10.29 第10万辆别克下线
- 2001.11.20 别克赛欧休闲轿车上市
- 2002.12.20 上海通用汽车、上汽集团和通用汽车中国公司联合重组山东烟台整车项目
- 2002.12.26 推出别克君威轿车系列
- 2003.04.19 推出别克凯越轿车系列
- 2003.10.10 动工扩建金桥基地(南部厂区)
- 2004.03.07 上海通用汽车、上汽集团和通用汽车中国公司联合重组沈阳金杯通用汽车有限公司
- 2004.03.07 上海通用汽车、上汽集团和通用汽车中国公司联合重组山东大宇汽车发动机有限公司
- 2004.06.07 上海通用汽车发布凯迪拉克品牌
- 2004.10.20 推出别克凯越HRV轿车
- 2004.12.17 推出别克荣御轿车
- 2005.01.18 上海通用汽车发布雪佛兰品牌
- 2005.02.21 雪佛兰品牌推出新赛欧、景程系列轿车
- 2005.04.21 推出别克GL8陆尊公商务旅行车
- 2005.05.28 金桥基地南部厂区正式建成投产
- 2005.07.25 推出雪佛兰Aveo乐骋轿车
- 2005.11.10 推出别克GL8 2.5升系列
- 2005.11.21 推出别克凯越旅行车、雪佛兰LOVA轿车
- 2006.02.22 推出别克君越轿车
- 2006.07.23 发布凯迪拉克ESCALADE凯雷德
- 2006.11.10 凯迪拉克SLS赛威正式发布
- 2007.04.10 别克林荫大道发布
- 2009.10.20 上海通用汽车全国配件配送中心在上海浦东康桥工业园区正式落成，与该中心合为一体的上海通用汽车首个售后配件包装中心同步启用。
- 2009.11.23 别克首款五门轿跑车英朗XT在广州车展发布
- 2009.12.30 别克品牌第一款搭载安吉星（OnStar）车载信息通信服务系统的2010款Enclave昂科雷正式上市
- 2010.06.23 别克英朗GT在大连发布上市
- 2010.10.21 第一批雪佛兰新赛欧出口往智利和利比亚等国家
- 2010.10.28 “上海诚新二手车经营管理有限公司”正式成立
- 2010.11.28  全新别克GL8豪华商务车上市
- 2018.12.24 上汽通用召回缺陷汽车330多万辆，创中國国内单次召回数量纪录[2][3]
- 2021.10.15 上汽通用奥特能工厂正式投产[4]

## 下属企业
- 上汽通用东岳汽车有限公司

上海通用东岳汽车有限公司是上海通用汽车有限公司、上汽集团和通用汽车（中国）分别出资50％、25％、25％，对原烟台车身有限公司兼并重组建成而成，是上海通用汽车有限公司继浦东金桥之后的第二个生产基地。
公司位于山东烟台经济技术开发区，于2003年2月10日注册成立，一期规划占地52万平方米，建筑面积20.07万平方米，规划具备冲压、车身、油漆、总装四大工艺生产能力，生产纲领为两班10万辆,同时预留发展到30万辆轿车的能力。
- 上汽通用东岳动力总成有限公司

上海通用东岳动力总成有限公司是上海通用汽车有限公司、上海汽车工业（集团）总公司和通用汽车中国公司分别出资50％、25％、25％，对原山东大宇发动机厂进行重组而建成的上海通用汽车有限公司继浦东金桥动力总成之后的第二个动力总成生产基地。
上海通用东岳动力总成有限公司位于烟台经济技术开发区，于2004年6月18日正式注册成立，厂区占地45.6万平方米，建筑面积12.4万平方米，具备发动机、变速箱、铸造、锻造和铸铝五大工艺。
- 上汽通用（沈阳）北盛汽车有限公司

上海通用(沈阳)北盛汽车有限公司(以下简称“上海通用北盛汽车”)成立于2004年8月2日，前身为金杯通用汽车有限公司，是由上海汽车集团股份有限公司、通用汽车中国公司、上海通用汽车有限公司(以下简称“上海通用汽车”)各投资25％、25％、50％股份兼并重组成立的中外合资企业。
上海通用北盛汽车总投资56400万美元，注册资本22700万美元，公司占地面积41.3万平方米，建筑面积3.5万平方米。2004年8月在对原有车身、油漆、总装三大车间等区域进行技术改造基础上形成年生产能力5万辆。目前生产车型为别克GL8系列中高档商务公务旅行车。
- 上海通用汽车有限公司武汉分公司

上海通用汽车武汉分公司位于武汉市江夏区，建成后将拥有年产30万辆汽车的整车生产能力，总投资70亿元，其中环保投资7635万元。上海通用汽车武汉分公司已经开始了前期准备工作，2012年年内开工奠基，到2014年正式投入生产。武汉江夏将借此成为继上海金桥、烟台东岳和沈阳北盛之后第四个上海通用的乘用车基地。
上海通用汽车是中国汽车工业的重要领军企业之一。已拥有别克、雪佛兰、凯迪拉克三大品牌，二十多个系列的产品阵容，覆盖了从高端豪华车到经济型轿车各梯度市场，以及高性能豪华轿跑、MPV、SUV、混合动力和电动车等细分市场。

## 現行車款

### 凯迪拉克
- CT4
- CT5
- CT6
- GT4
- 锐歌
- 傲歌
- XT4
- XT5
- XT6

### 别克
- 微蓝（英语：Buick Velite 6）
- Electra E4
- Electra E6
- 昂科旗（Enclave）
- 昂科雷
- 昂科威（Buick Envision）
- 昂科拉（Buick Encore）
- 昂扬（Buick Envista）
- 君越
- 君威
- 威朗（Buick Verano）
- GL8

### 雪佛兰
- 畅巡
- 科鲁泽
- 星迈罗
- 迈锐宝XL
- 创酷RS
- 开拓者
- 探界者
- 爱唯欧
- 科帕奇

## 过往車款

### 别克
- 阅朗（與英朗、凱越同為Buick Excelle（英语：Buick Excelle）平台發展而來）
- GL6
- 凯越
- 英朗
- 世纪
- 林荫大道
- 荣御（根据霍顿Caprice WL开发）
- 赛欧（2000-2005）

### 凯迪拉克
- ATS
- CTS
- 凯雷德（进口）
- SLS
- SRX（进口）
- XLR（进口）
- XTS

### 雪佛兰
- 爱唯欧
- 科鲁兹
- Captiva
- 乐风
- 景程
- 赛欧

## 历年销量
| 年份 | 总销量    |
| ---- | --------- |
| 1999 | 19,790    |
| 2000 | 30,543    |
| 2001 | 58,328    |
| 2002 | 110,763   |
| 2003 | 201,188   |
| 2004 | 252,869   |
| 2005 | 325,429   |
| 2006 | 413,367   |
| 2007 | 500,308   |
| 2008 | 458,642   |
| 2009 | 727,631   |
| 2010 | 1,038,988 |
| 2011 | 1,231,539 |
| 2012 | 1,392,658 |
| 2013 | 1,575,167 |
| 2014 | 1,760,158 |
| 2015 | 1,752,015 |
| 2016 | 1,887,071 |
| 2017 | 2,000,187 |
| 2018 | 1,970,117 |
| 2019 | 1,600,102 |
| 2020 | 1,467,470 |
| 2021 | 1,331,567 |
| 2022 | 1,170,107 |
| 2023 | 1,001,017 |